# Alfred M. Moen
Alfred M. Moen (27 de diciembre de 1916 - 17 de abril de 2001). Inventor e industrial estadounidense, fundador de la empresa Moen, Inc. Principalmente conocido por ser el inventor del grifo monomando.

## Primeros años
Al Moen nació en Seattle (Washington) en 1916. Se graduó en 1934 en el Instituto Franklin, y era estudiante de ingeniería mecánica en la Universidad de Washington (donde y no sirve lo cual hace que lo hicciera

## Invención del grifo monomando
La inspiración para su invento le llegó en 1937, después de que accionando un grifo de dos llaves (una para el agua fría y otra para el agua caliente) estuvo a punto de escaldarse las manos. En la década siguiente, ideó varios diseños de su grifo, con diversas mejoras. Los primeros diseños incluían una llave para el caudal y un regulador independiente para la temperatura. Con el advenimiento de la Segunda Guerra Mundial, empieza a trabajar como diseñador de herramientas en una planta militar en Seattle. Moen no pudo encontrar un fabricante que materializase sus diseños hasta que después de la guerra la industria bélica dejó de absorber todos los recursos disponibles. En 1947, persuade a Kemp Hiatt de la Ravenna Metal Products de Seattle para financiar y producir su diseño más reciente de grifo monomando, que ya incluía la característica maneta inclinada cuya basculación controla el caudal y cuyo giro regula la temperatura del agua. Estos grifos pronto tuvieron gran éxito, y al poco tiempo fueron incluidos en muchas casas edificadas en los Estados Unidos durante el boom de la construcción posterior a la Segunda Guerra Mundial.
Su invento le llevó a la creación de la empresa Moen Inc., que con el tiempo se convertiría en uno de los fabricantes estadounidenses más importantes de productos de grifería. Al Moen estuvo dirigiendo la investigación y desarrollo de los productos de su propia compañía hasta su jubilación en 1982. 
Otra de sus invenciones destacables fue el diseño de "cartuchos" estándar, que permiten reparar el grifo rápidamente en caso de fallo del mecanismo interno, incluyendo en un bloque compacto el sistema completo de regulación del grifo.
Registró personalmente unas 75 patentes, muchas de ellas no relacionadas con el campo de la fontanería. Al Moen fue designado para ingresar en el National Inventors Hall of Fame, aunque finalmente no fue elegido. En cambio, desde 1993, era miembro del Kitchen & Bath Industry Hall of Fame.
Falleció en su hogar de Destin (Florida), donde se había retirado tras su jubilación. Tenía 84 años de edad. Estuvo casado con Barbe Mae Moen (1926 - 1988), con la que tuvo dos hijos.